# El vikingo
El vikingo és una pel·lícula espanyola estrenada el 20 de setembre de 1972, dirigida per Pedro Lazaga i protagonitzada en els papers principals per Concha Velasco i José Luis López Vázquez.

## Sinopsi
Ramón es troba molt cansat de la seva dona i del seu matrimoni, però en la seva vida laboral ha aconseguit un gran èxit en l'empresa en la qual treballa. Però la seva ignorància li està jugant una mala passada, ja que els seus ascensos en realitat són a canvi de les relacions de la seva dona amb alguns directius. Un dia ella decideix separar-se i anar-se amb el director de l'empresa.

## Repartiment
- José Luis López Vázquez: Ramón.
- Concha Velasco: Ana.
- Máximo Valverde: Juan de la Encina.
- Belinda Corel: amant de Ramón.
- Manuel Zarzo: Tomás.
- Queta Claver: Palomita, la netejadora
- Guadalupe Muñoz Sampedro: la tia de Juan.
- Manuel Alexandre: metge
- Rosa Fontana: milagros.
- Milo Quesada: xófer de don Ramón.
- Lone Fleming: mestra.
- José Carlos Plaza: home important.
- Paca Gabaldón: Lola.
- Javier Escrivá: Don Luis Alcoriza.

## Premis
Als Premis del Sindicat Nacional de l'Espectacle de 1972 Queta Claver a guanyar el premi a la millor actriu principal i Francisco Sempere a la millor fotografia.